# Professor Labri
Johannes Marius Dines Petersen (født 5. august 1863 i Nyborg, død 10. marts 1935 i Odense) var en dansk gøgler, tryllekunstner og rekommandør.
I 1877 kom han i lære som skomager. En dag da han skulle aflevere et par støvler til en kaptajn på et skib, kom han til slemt skade ved et fald ned i skibets lastrum. Han var lettere handikappet resten af sit liv.
Han optrådte først under navnet "Johannowitz", men tog senere kunstnernavnet "Professor Labri". Der findes flere modstridende forklaringer på kunstnernavnet, ikke mindst fra ham selv, deriblandt dette udsagn:
| Citat | ...Jeg var i lære som skrædder, mester sagde, "Skrædder bliver du aldrig min ven - måske professor i lapperi..." | Citat |
|       | |       |

Professor Labri optrådte på markeder i et primitivt opstillet telt og tog éntre til sine forestillinger. Forud for sin optræden stod han udenfor som rekommandør og lokkede folk til med sin sjove skingre stemme og meget fantasifulde salgstaler.
Professor Labri-citater:
| Citat | ... Kom og se damen uden underkrop danse hopsa... Oplev frikadellens flugt over plankeværket med en gaffel i ryggen, skarpt efterfulgt af to røgede sild... | Citat |
|       | |       |

| Citat | ...Slutnummeret er den verdensberømte, hjulbenede tunghøre abe, Moritz, som er en nær slægtning af Napoleon Bonaparte. Den skyder med baglader fra middelalderen, slår dobbelte saltomortaler på hovedet af en forsvarsvenlig makrel og sluger 3-tommer søm, der spyttes ud som enører... | Citat |
|       | |       |

Professor Labri blev ofte beskyldt for at være en bedrager, fordi hans salgstaler ikke holdt hvad de lovede, når først folk havde betalt og sad i teltet og så forestillingen. For eksempel kunne han udenfor reklamere med at man ville se "skelettet af et menneske" og i forestillingen ville han så lade sin assistent løfte en ske med hånden, nemlig "ske lettet af menneske".
Selvom han i perioder tjente rigtig mange penge, forsvandt de meget hurtigt igen. Han var meget godgørende og hjalp f.eks. med at betale andre gøgleres gæld eller hvis nogen var i pengenød. Han døde selv som en fattig mand, 71 år gammel.

## Eftermæle
I sin bog Gøglerkongen Professor Labri (1989) argumenterer Jon Vedel for, at ikke blot Professor Tribini (som flittigt vedkendte sig arven) men også Storm P. hentede stor inspiration fra Professor Labri.
I filmen Bag de røde porte (1951) spiller Ib Schønberg en Labri/Tribini-agtig markedsgøgler med kunstnernavnet Professor Labardi, der indeholder bogstaverne L-a-b-r-i.
Blandt Labris elever var Alexandra Selmer, der senere med sin høje røst og sloganet "Kan disse øjne lyve?" blev Dyrehavsbakkens bedst kendte kvindelige rekommandør.
Filmen Olsen-bandens flugt over plankeværket (1981) er opkaldt efter Labris berømte udtryk "frikadellens flugt over plankeværket".
Labri gjorde provinsbyen Vorbasse landskendt med et væld af hjemmelavede Vorbasse-referencer, deriblandt udtrykket Vorbasse Krigshavn. Gennem mange år forsøgte Professor Tribini uden held at få byens tilladelse til dér at rejse et mindesmærke over Labri. Efter Tribinis død lykkedes det for en gruppe lokale folk at få rejst en mindesten for Labri på Vorbasse Markedsplads, hvor han ofte havde optrådt. Den var designet af kunstneren Sven Lindstow og blev afsløret på dagen for Vorbasses sommermarked, den 18. juli 1975.
Labri er begravet på Assistens Kirkegård i Odense. Gravstenen er hul under forsiden, som er skruet fast og kan tages af; det siges, at modstandsbevægelsen under 2. verdenskrig gemte våben i gravstenen.
I Odense har Professor Labris Plads ved Skt. Knuds Gade/Fredensgade siden 1994 været prydet af en Professor Labri-skulptur udført af kunstneren Erling Tingkær. Pladsen er omkranset af lave mure, hvorpå man kan læse et væld af Professor Labri-citater.
- Mindesten på Vorbasse Marked
- Professor Labris gravsten på Assistens Kirkegård i Odense